# Corolliflorae
Corolliflorae is een botanische naam die in het verleden in gebruik geweest is, maar op het ogenblik uit de mode is, al zou ze nog wel gebruikt mogen worden. De naam werd in het systeem van De Candolle gebruikt voor een hoofdgroep van vele plantenfamilies; daar werden de Dicotyledoneae onderverdeeld in vier groepen: Thalamiflorae, Calyciflorae, Corolliflorae en Monochlamydeae.
Het is een beschrijvende plantennaam, gevormd rond het Latijnse corolla = "bloemkroon"; de kroon bestaat uit maar één kroonblad, of in hedendaagse terminolgie: de kroonbladen zijn onderling vergroeid. Deze groep is daarmee ruwweg te vergelijken met de Sympetalae in het Wettstein-systeem, de Asteridae van Cronquist (1981) en met de Asteriden uit de 23e druk van de Heukels (2005).